# Grad Belcenek
Grad Belcenek  (nem. Schloss Welzenegg) je  v osnovi renesančni grad iz 16. stoletja, danes v mestni četrti  Šentpeter v Celovcu  na geografskem področju Celovškeg polja na  avstrijskem južnem Koroškem.

## Zgodovina
Grad sta leta 1575 dala zgraditi Viktor Welzer von Eberstein in njegova žena Elisabeth, rojena Khevenhüller, vzhodno od mesta Celovec, sprva kot grad z okopi. Viktor Welzer von Eberstein je bil upravitelj nadvojvodskega okrožja in upravitelj deželne vlade na Koroškem. Grad je bil zgrajen na mestu, kjer je rodbina Hallegg, ki je bila med letoma 1198 in 1433 gospodarica kraja, že prej zgradila srednjeveški grad. 
Leta 1578 ga je nadvojvoda Karel II. notranjeavstrijski z listino pooblastil, da grad poimenuje po sebi.
Leta 1629 je grad in pripadajočo upravno-sodno oblast (nem. Burgfried) graditeljev potomec prodal Alexiju Freyu. Leta 1671 ga je kupil Georg Nikolaus grof Rosenberg (iz Rosinen Orsini-Rosenberg). Wolfgang Andreas Rosenberg je dal grad baročno preurediti. V lasti družine Orsini-Rosenberg je ostal do leta 1983.

## Arhitektura
Grad Belcenek je velika trinadstropna renesančna stavba. Najvišje nadstropje je pritlikavo. Na štirih vogalih so izstopajoči stolpi, ki imajo nizko piramidasto streho in okna z volovskimi očesi. Okna v zgornji etaži so iz časa gradnje in vključujejo dvojna in trojna okna s kovanimi rešetkami. Na južni strani je šestosni prizidek iz leta 1919, ki ima okrogle terase, oprte na kupolaste stebre, in je povezan s staro stavbo.
Vhodni portal na zahodni strani je okroglo obokan in ima marmorno napisno ploščo z dvojnim grbom graditelja in njegove žene. Vhodna dvorana je široka in obokana. Arkadno dvorišče je kvadratno, število arkad v zgornjem nadstropju pa je dvakrat večje kot v pritličju. Na spandrelih arkad je sgraffito-okras v okroglih medaljonih.
Notranjost je bila bogato okrašena, deloma s štukaturami, ki so se večinoma izgubile. Baročne štukature v nekdanji kapeli je konec 17. stoletja izdelal Gabriel Wittini, štukature v veliki dvorani pa okoli leta 1725 Killian Pittner. Štiri sobe so imele lesene strope, od katerih se je ohranil le en kasetiran strop iz leta 1672. V kapeli se je ohranila štukatura z monogramom Jezusa in Marije, angelskimi glavami in snopi sadja.
- Grad Belcenek, pogled z zahoda z vhodnim portalom
- Grad Belcenek, pogled z zahoda z vhodnim portalom
- Grad Belcenek, vzhodna stran gradu Belcenek
- Južna stran gradu Belcenek
- Jugovzhodna empora gradu Belcenek
- Grad belcenek pri Celovcu okoli l. 1850

## Spletne povezave
- Schloss-Welzenegg.at